# スコーネ

スコーネ旗

スウェーデンにおけるスコーネ地方

スコーネ（Skåne）は、スウェーデン南部イェータランドにあるスコーネ地方を指す場合と、スウェーデンの県の一つであるスコーネ県を指す場合がある。一般にスコーネと言う時にはスコーネ地方を指していることが多い。
中心都市はマルメで、スウェーデンではストックホルム、イェーテボリに次ぐ3番目に大きい都市である。他にヘルシンボリ、古都であるルンド、クリスティアンスタードなどの都市がある。

## 方言
この地方ではスコーネ語（skånska）というスウェーデン語の方言のひとつが話されており、この地方の出身者を特徴づけるよりどころともなっている。

## 歴史
歴史的にはデーン人の勢力範囲で17世紀まではデンマーク領であったため文化・言語などの面でデンマークの影響を強く受けている。スコーネ地方ではスコーネ地方独自の旗が存在し、デンマーク寄りの人々の間では、青地に黄色十字のスウェーデン国旗ではなく、赤地に白十字のデンマーク国旗に似た赤地に黄色十字という旗が掲げられる。スウェーデンの国歌もスコーネでは、一部分を代えて歌われている。
1658年のロスキレ条約によってスコーネはスウェーデンへ割譲されたが、スコーネ領有を巡る両国の争いは、18世紀まで続いた。主な戦争は、16世紀の北方七年戦争、17世紀のトシュティンソン戦争、北方戦争、スコーネ戦争、そして18世紀の大北方戦争である。北方戦争後の係争は、いずれもデンマークが敗退し、スウェーデンの領土が確定した。
スウェーデンへの割譲前後には、スコーネ地方の分離独立主義者によるゲリラ活動が主にスウェーデンに対して行われており、しばらくは不穏な地域でもあった。スウェーデン政府の同化政策により、18世紀には、良きスウェーデン人となっていった。
エーレスンド橋の開通によって、現在では経済的繋がりが今まで以上に強化され、スウェーデンに居住してデンマークで仕事をするスウェーデン人やデンマークに居住してスウェーデンで仕事をするデンマーク人が着実に増加しつつある。現代においては、デンマークと地続きとなり、スウェーデン人の枠を越えた国際関係を築き上げている。

## 読書案内
- 武田龍夫『物語 北欧の歴史 - モデル国家の生成』 中央公論新社〈中公新書 1131〉、1993年5月。ISBN 978-4-12-101131-2。
- 武田龍夫『物語 スウェーデン史 - バルト大国を彩った国王、女王たち』 新評論、2003年10月。ISBN 978-4-7948-0612-3。
- 『北欧史』 百瀬宏、熊野聰、村井誠人編、山川出版社〈新版世界各国史 21〉、1998年8月、新版。ISBN 978-4-634-41510-2。